# Vombisidris xylochos
Vombisidris xylochos é uma espécie de formiga do gênero Vombisidris, pertencente à subfamília Myrmicinae.